# Nassariidae
Die Nassariidae sind eine Familie kleiner bis mittelgroßer, großenteils mariner Schnecken, die in allen Weltmeeren vorkommen. Die Vertreter der Familie sind überwiegend Aasfresser, die meist im Flachwasserbereich, in manchen Fällen auch in größeren Tiefen vorkommen.

## Merkmale
Die rechtsgewunden, festen, eiförmigen bis kugeligen Gehäuse haben ein konisches Gewinde, eine ovale Gehäusemündung und einen nach hinten gedrehten Siphonalkanal. Sie sind 4 bis 75 mm groß. Die Außenlippe kann verdickt sein und ist gezähnt. Das Operculum ist hornig und dreieckig bis oval.

## Lebensweise, Vorkommen und Verbreitung

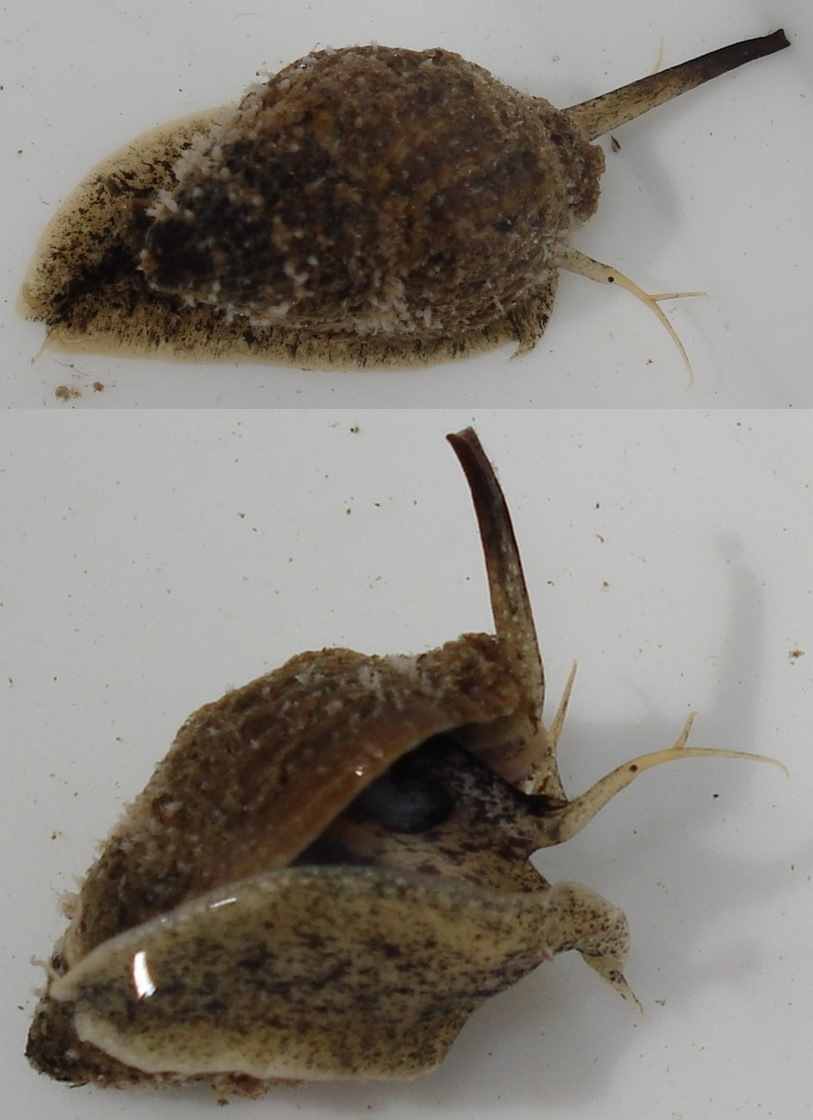
Netzreusenschnecke (Nassarius reticulatus) aus der (Kieler Förde / Ostsee)

Die Nassariidae sind weltweit in sämtlichen tropischen und gemäßigten Meeren, zu einem kleineren Teil in Binnengewässern Afrikas und Asiens verbreitet. Den größten Artenreichtum hat die Familie im Indopazifik. Sie leben im marinen Milieu bis etwa 1250 Meter Tiefe. In der Nordsee und Ostsee ist die Familie durch die Netzreusenschnecke vertreten. Die asiatische und afrikanische Gattung Clea ist eine Ausnahme in der Familie, da zu ihr Süßwasserarten wie etwa die Raubturmdeckelschnecke (Clea helena) gehören.
Die Arten der Nassariidae sind großenteils Aasfresser.

## Systematik
Nach Bouchet und Rocroi (2005) ist die Familie Nassariidae eine von sechs Familien in der Überfamilie Buccinoidea. Sie unterteilen die Familie Nassariidae in vier Unterfamilien:
- Nassariinae Iredale, 1916 (1835)
- Bullinae Allmon, 1990
- Cylleninae L. Bellardi, 1882
- Dorsaninae Cossmann, 1901